# Frank Hanly
Frank Hanly właśc. James Franklin Hanly (ur. 4 kwietnia 1863 w St. Joseph, zm. 1 sierpnia 1920 w Dennison) – amerykański polityk, kandydat na prezydenta w 1916 roku.

## Biografia
Urodził się 4 kwietnia 1863 roku w drewnianej chacie w St. Joseph (hrabstwo Champaign). Nauki pobierał w lokalnych szkołach, a następnie w Danville. W 1879 roku przeniósł się do hrabstwa Warren, gdzie był nauczycielem i robotnikiem, do momentu przyjęcia do palestry w roku 1889. W następnym roku został wybrany do legislatury stanowej Illinois, gdzie zasiadał przez rok. W 1894 wygrał wybory do Izby Reprezentantów z ramienia Partii Republikańskiej, gdzie zasiadał przez dwa lata. Po tym, jak nie udało mu się uzyskać reelekcji, przeniósł się do Lafayette, gdzie zajął się praktykowaniem prawa. W 1904 roku został wybrany gubernatorem Indiany i w czasie swojej kadencji podejmował inicjatywy przeciwko alkoholowi i korupcji politycznej, ścigając nawet członków własnej administracji za defraudacje. Po upływie jednej kadencji, zaczął działać w ruchu prohibicyjnym i w 1916 roku dołączył do Partii Prohibicji. W 1916 roku został jej kandydatem w wybory prezydenckich. Zdobył w nich około 220 tysięcy głosów powszechnych. Zmarł 1 sierpnia 1920 w Dennison, w wyniku wypadku samochodowego.